# 物質量
物質量（ぶっしつりょう、英語: amount of substance）は、物質の量を表す物理量のひとつである。系の物質量（記号は n）は、特定された要素粒子の数の尺度である。要素粒子（英語: elementary entity）は、原子、分子、イオン、電子、その他の粒子、あるいは、粒子の集合体のいずれであってもよい。
物質量は1971年に国際単位系 (SI) の7番目の基本量に定められた。表記する場合は、量記号はイタリック体の n、量の次元の記号はサンセリフ立体の N が推奨されている。物質量のSI単位はモルであり、単位記号は mol である。熱力学的な状態量として見れば示量性状態量に分類される。

## 定義
物質量は、要素粒子の個数に比例する。ある物質の物質量を求めるには、まずその物質の要素粒子を指定しなければならない。化学式 X で指定される要素粒子を以下、要素粒子 X と記す。
要素粒子 X の個数を N(X)、アボガドロ定数を NA とすれば、物質量 n(X) は次の式で定義される。
{\displaystyle n(\mathrm {X} )={\frac {N(\mathrm {X} )}{N_{\rm {A}}}}}
物質量のSI単位はモルであり、モルの単位記号は mol である。少量の物質の量を表すときは、モルにSI接頭語をつけたミリモル (mmol, 10−3 mol)、マイクロモル (μmol, 10−6 mol)、ナノモル (nmol, 10−9 mol) などの単位が使われる。
N(X) は個数という無次元量であり、n(X) は物質量の次元 N を持つので、アボガドロ定数の次元は物質量の逆数 N−1 となり、その単位はモルの逆数 (mol−1) となる。
NA = 6.02214076×1023 mol−1 である。
また、物質量の歴史および単位の定義については「モル」の記事を参照のこと。

## 簡単な例

### 水溶液
容器に入った食塩水中の各物質の物質量を考える。
- 水の物質量 n(H2O) は、食塩水に含まれる水分子 H2O の数を NA で割ったものに等しい。
- 水素原子の物質量 n(H) は、食塩水に含まれる水素原子 H の数を NA で割ったものに等しい。1個の H2O 分子は2個の H 原子を含むので、n(H) は n(H2O) の2倍に等しい。
- ナトリウムイオンの物質量 n(Na+) は、食塩水に含まれるナトリウムイオン Na+ の数を NA で割ったものに等しい。
- 塩化物イオンの物質量 n(Cl−) は、食塩水に含まれる塩化物イオン Cl− の数を NA で割ったものに等しい。食塩水にはナトリウムイオンと同数の塩化物イオンが含まれるので、n(Cl−) は n(Na+) に等しい。
- 塩化ナトリウムの物質量 n(NaCl) は、形式的には、食塩水に含まれる要素粒子 NaCl の数を NA で割ったものとして定義される。しかし、食塩水中には化学式 NaCl で表される粒子は実際には存在しない。なぜなら塩化ナトリウムは、食塩水中ではナトリウムイオン Na+ と塩化物イオン Cl− に分かれて溶けているからである[注 2]。この例のように要素粒子が仮想的な粒子であっても、食塩水中に含まれる塩化ナトリウムの質量 m と後述するモル質量 M(NaCl) とから物質量 n(NaCl) を求めることができる。

### 合金
ステンレス鋼板に含まれる各元素の物質量を考える。
- 鉄原子の物質量 n(Fe) は、板に含まれる鉄原子 Fe の数を NA で割ったものに等しい。
- 炭素原子の物質量 n(C) は、板に含まれる炭素原子 C の数を NA で割ったものに等しい。
- クロム原子などの他の元素 E の物質量 n(E) も同様に、板に含まれる原子 E の数を NA で割ったものにそれぞれ等しい。

### 化学反応
重曹の熱分解
{\displaystyle {\ce {2NaHCO3 -> {Na2CO3}+ {CO2}+ H2O}}}
を考える。熱分解前の重曹の物質量を n(NaHCO3) とする。
- ナトリウムイオンの物質量 n(Na+) は、n(NaHCO3) に等しい。n(Na+) は熱分解の前後で変化しない。
- 炭酸水素イオンの物質量 n(HCO3−) は、熱分解の前は n(NaHCO3) に等しい。熱分解の後は n(HCO3−) はゼロになる。

一般に、化学反応式の係数の比は物質量の比（モル比）に等しい。よって以下のことが言える。
- 熱分解で発生する水の物質量 n(H2O) は、n(NaHCO3) / 2 に等しい。
- 熱分解で発生する二酸化炭素の物質量 n(CO2) は、n(NaHCO3) / 2 に等しい。
- 熱分解後に残る炭酸ナトリウムの物質量 n(Na2CO3) は、n(NaHCO3) / 2 に等しい。
- 炭酸ナトリウムに含まれる炭酸イオンの物質量 n(CO32−) は、n(Na2CO3) に等しい。よって熱分解前の n(HCO3−) の 1/2 に等しい。

## 物質の量を表す物理量

### 粒子の個数と物質量
日常的には、物質の量は「2リットルの水」のように体積で表すか、「5キログラムの食塩」のように質量で表すことが多い。しかし、目に見える大きさの物質は、原子、分子、イオンなどの目に見えないほど小さな粒子（これらの粒子やこれら粒子の組み合わせを物質の要素粒子という）から構成されていて、不連続構造をもつ。そのため、物質の量を、物質を構成する要素粒子の数で表すことも可能である。目に見えるか見えないかくらいの少量の物質でも莫大な数の要素粒子からできているので、要素粒子の個数そのものではなく、要素粒子の個数を非常に大きな定数で割ったもので物質の量を表す。この大きな定数をアボガドロ定数といい、要素粒子の個数をアボガドロ定数で割ったものを物質量という。アボガドロ定数は物質の種類や温度、圧力などにはよらない定数なので、要素粒子の個数と同様に物質量でも物質の量を表すことができる。
例えば、3010兆個（= 3.01×1015個）の分子からなる物質の量は、物質量で表すと5×10−9 molすなわち5 nmolになる。この関係は分子・原子の種類や温度にはよらない。3010兆個の水分子からなる水の物質量は5 nmolであり、3010兆個の炭素原子からなるダイヤモンドの物質量も5 nmolである。また、3010兆個の水分子を含む水蒸気の物質量は、3010兆個の水分子から構成される氷の物質量と等しく、5 nmolである。
粒子の個数そのものは不連続な離散量であるが、それが莫大な個数なので、物質量は体積や質量と同様に連続量として扱える。つまり、物質量を微分したり物質量で微分したりすることができる。例えば反応速度論において、物質 X の生成速度は物質量の時間微分 dn(X)/dt や物質量濃度の時間微分 d[X]/dt で与えられる。あるいは熱力学において、系のギブズエネルギーが温度 T、圧力 p、物質量 n(X1), n(X2),···, n(XC) の関数として与えられているとき、ギブズエネルギー G を物質量 n(Xi) で偏微分すると成分 Xi の化学ポテンシャル μi が得られる。

### 質量と物質量
物質量は、動力学に基づく量である質量に比例する。物質 X の質量が m であるとき、物質 X の物質量は
{\displaystyle n(\mathrm {X} )={\frac {m}{M(\mathrm {X} )}}}
で与えられる。ここで係数 M(X) は物質 X のモル質量である。モル質量 M(X) は要素粒子1個あたりの質量 m/N(X) にアボガドロ定数 NA を掛けたものに等しい。
モル質量は、アボガドロ定数と同様に温度や圧力にはよらないが、アボガドロ定数とは違って要素粒子の種類によって異なる。すなわち、モル質量は要素粒子に固有の定数である。モル質量を g/mol の単位で表したときの数値は式量（分子量や原子量）に等しい。例えば、水のモル質量は M(H2O) = 18.02 g/mol であり、炭素のモル質量は M(C) = 12.01 g/mol である。したがって、1 gの水の物質量は 55.5 mmolであるのに対して、1 gのダイヤモンドの物質量は 83.3 mmolとなる。ダイヤモンドの同素体であるグラファイトの要素粒子は、ダイヤモンドと同じく炭素原子である。よって 1 gのグラファイトの物質量も 83.3 mmolとなる。また、1 gの水蒸気や氷の物質量は、どちらも H2O を要素粒子とする物質なので 55.5 mmolである。
要素粒子 X のモル質量は、化学式 X と元素の原子量とから計算できる。よって要素粒子 X が現実には存在しない仮想的な粒子であっても、モル質量 M(X) を計算することができる。例えば、食塩水の中には化学式 NaCl で表される粒子は存在しないので、食塩水中の要素粒子 NaCl は仮想的な粒子である。この仮想的な要素粒子のモル質量はナトリウムと塩素の原子量から計算することができて、 M(NaCl) = (22.99 + 35.45) g/mol = 58.44 g/mol となる。このモル質量は食塩結晶中の要素粒子 NaClのモル質量に等しい。

### 体積と物質量
気体（ガス）や液体の量を表すときは、体積が用いられることが多い。物質 X の密度を ρ とすると、体積 V と質量 m の間には次の関係がある。
{\displaystyle V={\frac {m}{\rho }}}
物質の密度は、物質の種類により異なるだけでなく、温度や圧力によっても変わる。また物質の三態（相）によっても違う。例えば 0 °C の氷の密度は同じ温度の水の密度より 8 % 小さく、100 °C、1 気圧の水蒸気の密度は同温同圧の水の密度の 1/1600 である。したがって、体積で物質の量を表すときには、温度と圧力（と必要であれば相）を指定しなければならない。さもないと、物質の量を表す他の物理量（粒子数、物質量、質量）との関係が曖昧になる。ただし液体の場合は、液体の圧縮率が小さいので、通常の目的には温度の指定だけで十分なことが多い。
気体の圧縮率は、液体の圧縮率と比べてずっと大きい。そのため、気体の量を表す物理量として体積を用いる際には、圧力と温度の両方を指定しなければならない。気体が理想気体とみなせる場合は、気体の体積 V と物質量 n の間に次の関係がある（理想気体の状態方程式）。
{\displaystyle V={\frac {nRT}{p}}}
ここで、T は熱力学温度、p は圧力、R は気体の種類によらない気体定数である。気体を理想気体とみなせる限りにおいては、気体の体積 V と物質量 n の間の関係式は気体の種類にはよらない。標準状態で 1 mol の理想気体が占める体積を表に示す。
| 0 °C  | 273.15 K | 101325 Pa | 22.41 L |
| 0 °C  | 273.15 K | 100000 Pa | 22.71 L |
| 25 °C | 298.15 K | 101325 Pa | 24.47 L |
| 25 °C | 298.15 K | 100000 Pa | 24.79 L |

表中の 101325 Pa は 1 気圧に等しい。

## 要素粒子について

### 物質の名称だけで十分な場合
要素粒子の選び方には幾分かの任意性があるので、物質の名称だけでは物質量が曖昧となる場合がある。例えば「硫黄の物質量」という言い方では n(S) と n(S8) のどちらを指すか分からない。このような物質の場合は、要素粒子を明示する必要がある。しかし多くの場合、分子性物質では分子が、イオン結晶では組成式で書かれるものが、金属では原子が要素粒子として選ばれるので、物質名だけで曖昧さなく物質量が定義できる。
- 有機化合物では、大抵の場合、化合物の名称と分子の名称が一致するので、化合物名が要素粒子名になる。例えば、エチルアルコールの物質量はn(CH3CH2OH) を、プロピレンの物質量は n(CH2=CHCH3) をそれぞれ意味する。
- イオン結晶は、物質名から組成式が導かれるように命名されていることが多い。例えば、硫酸アンモニウムの物質量は n((NH4)2SO4) を、フェリシアン化カリウムの物質量は n(K3[Fe(CN)6]) をそれぞれ意味する。
- 金、銀、銅の物質量はそれぞれ、n(Au)、n(Ag)、n(Cu) である。他の金属も同様である。

### 要素粒子の指定が必要な場合
物質の名称だけでは物質量が曖昧となる場合を、以下に例示する。
分子名と原子名が同じ物質
「酸素の物質量」という言い方では n(O2) と n(O) のどちらを指すか分からない。 0 °C、1013 hPa で 22.4 L の酸素ガスには、酸素分子であれば 1.00 mol が、酸素原子であれば 2.00 mol 含まれる。「窒素の物質量」や「塩素の物質量」も同様である。それに対して「オゾンの物質量」は n(O3) を、「アルゴンの物質量」は n(Ar) を指すので曖昧さはない（オゾン原子やアルゴン分子が存在しないため）。
分子中の一部に注目する場合
二塩基酸である硫酸が水酸化ナトリウムと中和して硫酸ナトリウムと水を生成する場合には、硫酸分子の2個の水素がそれぞれ中和反応により1分子の水を生成するので、1 mol の硫酸は水素イオンの物質量としては 2 mol となる。
高分子化合物
モノマーユニットの繰り返しからなる高分子化合物では、モノマーユニットを要素粒子とした物質量と高分子の分子自体を要素粒子とした物質量が、目的に応じて使い分けられる。
分子性物質であることが無視されがちな物質
先に述べたように、一種類の分子のみを含む純物質では分子が要素粒子とされていることが多い。ただし、硫黄や酸化リン(V)、酢酸銅(II)一水和物のように例外も多い。このような場合は、分子式 S8、P4O10、Cu2(CH3COO)4·2H2O か組成式 S、P2O5、Cu(CH3COO)2·H2O のどちらかを示して要素粒子を明示する。
不定比化合物
不定比化合物の組成式は、物質名からは分からない。このような場合は組成式を明示して、それを要素粒子とする。例えば硫化鉄(II) Fe0.91S であれば、この物質の要素粒子を Fe0.91S とする。
要素粒子は、都合のよいように選ぶことができ、物理的に実在する個々の粒子である必要はない。例えば、鉄：硫黄の質量比が Fe : S = 61.3 : 38.7 である硫化鉄の要素粒子を Fe0.91S とすることができる。あるいは、(1/5)KMnO4 のような要素粒子は、そのような要素粒子は存在しないという意味で人為的なものであるが、酸性条件下の酸化還元滴定では、これを１個の電子を受け取る要素粒子と考えることができる。
要素粒子を都合のよいように選ぶことができる、とはいうものの、pV = nRT のような式や束一的性質を含む式では、n の定義で考えられる要素粒子は、独立に並進運動する粒子とすべきである。例えば、乾燥空気は、窒素分子、酸素分子、アルゴン原子などからなる混合気体である。SIの定義では、要素粒子は必ずしも同等の粒子とは限らないので、乾燥空気 1 mol という表現も許される。乾燥空気の要素粒子は独立に並進運動する粒子であり、その状態方程式に現れる物質量 n は、独立に並進運動する粒子数をアボガドロ定数で割ったもの、すなわち窒素分子の数 ＋ 酸素分子の数 ＋ アルゴン原子の数 ＋ 二酸化炭素分子の数 ＋ … をアボガドロ定数で割ったものである。

## 要素粒子の存在を前提としない定義
現実の物質は原子、分子、イオン、電子などあるいはこれらの集合体からなる不連続構造をもつ要素粒子から構成されるが、物質量はそれら要素粒子の存在を前提しなくても物質の量を表す概念として定義できる。すなわち、物質 X の質量が m であるとき、物質 X が一成分系とみなせるならば、物質 X の物質量を
{\displaystyle n({\text{X}})={\frac {m}{M({\text{X}})}}}
で定義することができる。ここで係数 M(X) は、目的に応じて任意に決められる定数である。物質 X が多成分系ならば、各成分 Xi の物質量 n(Xi) は、その成分の質量 mi と係数 M(Xi) で同様に定義することができる。必要であれば、物質 X の物質量 n(X) は各成分の物質量の総和
{\displaystyle n({\text{X}})=\sum _{i}n({\text{X}}_{i})}
で定義できる。
係数 M(X) や M(Xi) は、物質あるいは成分ごとに任意に決められるので、物質系の熱力学的解析に便利なように決めることができる。例えば、全ての物質 X について M(X) = 1 とするなら、グラムまたはキログラムを物質量の単位として用いることができる。化学平衡にある物質系や化学反応が起こる過程では、元素の原子量と物質 X に含まれるすべての元素の質量分率に基づいて M(X) を決めると解析が容易になる。物質量が原子の存在を前提しなくても定義できることを強調したいならば、19世紀の化学者に倣って原子量という言葉を「当量」、「結合重量」、「比例数」などの言葉に置き換えてもよい。いずれにせよ「元素の種類は高々可算個である」、「物質は有限個の元素からできている」、「各元素の原子量は物質の履歴に依らない」と仮定するなら、元素の原子量表を作成することができる。各元素の原子量 M(E) は任意に決められるので、全ての元素 E について M(E) = 1 としてもよいし、古典的な重量分析により実験的に決めてもよいし、あるいはIUPACの原子量表の値を用いてもよい。三つの仮定に加えてさらに「元素の質量は保存する」と仮定するなら、元素 E の物質量も保存する。
以上の前提のもとで、物質 X に含まれるすべての元素の質量分率を決定することができれば、物質 X の組成式を決定することができる。すなわち、要素粒子の存在を前提しなくても、古典的な重量分析により、物質 X の組成式を決定することができる。組成式から計算した式量を係数 M(X) とすれば、定義式から物質 X の物質量が求まる。
組成式から計算した式量に適当な数を乗じたものを係数 M(X) としてもよい。例えば、アセチレンとベンゼンは元素組成が等しいので、どんな原子量表を使っても組成式と式量は二つの物質で同じになるが、ボイル＝シャルルの法則が成り立つ温度 T、圧力 p、体積 V のもとでは次式で定義されるアセチレンのガス定数
{\displaystyle R({\text{acetylene}})={\frac {pV}{m({\text{acetylene}})T}}}
はベンゼンのそれの三倍である。そこで、係数 M(X) を M(benzene) = 3M(acetylene) となるようにとれば
{\displaystyle {\frac {pV}{nT}}}
は二つの物質で同じ値になる。このときアセチレンの化学式を CH と書くなら、ベンゼンの化学式は C3H3 になる。他の物質についても同様な操作を施せば、理想気体の状態方程式を物質の種類に依存しない形で書き下すことができる。アセチレンの化学式を CH と書くなら、メタンの化学式は C1/2H2 になる。 メタンの化学式を CH4 と書くなら、アセチレンの化学式は C2H2 に、ベンゼンの化学式は C6H6 になる。ここでIUPACの原子量を使えば M(CH4) = 16.042 g/mol となり、気体の種類に依らない気体定数は 8.314 J K−1 mol −1 になる。ただし「各元素の原子量は物質の履歴に依らない」と仮定したので、ここでは 12 g の炭素12ではなく、12.011 g の炭素の物質量を 1 mol とした。
同位体の分離や濃縮を、要素粒子の存在を前提としないで熱力学的に取扱うには、「元素の原子量は物質の履歴に依らない」という仮定を除いて「化学元素は原子量の異なる同位元素の混合物である」ことを認めれば良い。さらに「元素の質量は保存する」という仮定を除けば、放射性物質も要素粒子の存在を前提としないで熱力学的に取り扱うことができる。

## モル数
物質量は、古くはモル数（もるすう、英語: number of moles）と呼ばれていた。「グラム数」を「質量」の同義語として使うべきではないのと同様に、物質量がSIの基本量に定められた現代においては「物質量」を指して「モル数」と呼ぶべきではない、とされている。
ただし、物質量分率 (英語: amount-of-substance fraction, amount fraction) と呼ぶべき量をモル分率 (英語: mole fraction) と呼ぶことは、2009年現在も認められている。
物質量の比をモル比 (もるひ、英語: mole ratio) と呼ぶ。化学反応式の係数の比は、反応に関与する物質のモル比に等しい。

## 歴史的な単位
物質量を表す歴史的な単位として以下に挙げるようなものがあるが、計量法ではモルのみの使用しか認めていないことから、MSDSのような公示文書や商品の計量表示ではモル以外の表記は推奨されない。
グラム原子 (gram atom)
単体の物質量を表す単位で、原子 1 mol を含む単体が 1 グラム原子である。例えば窒素 14.01 g は 1 グラム原子になる。
グラム分子 (gram molecule)
分子を形成する物質の物質量を表す単位で、分子 1 mol を含む物質が 1 グラム分子である。例えば窒素 14.01 g は 0.5 グラム分子になる。
グラムイオン (gram ion)
イオンの物質量を表す単位で、イオン 1 mol が 1 グラムイオンである。例えば塩化ナトリウム 58.44 g にはナトリウムイオン 1 グラムイオンと塩化物イオン 1 グラムイオンが含まれる。
グラム式量 (gram formula mass)
分子を形成しないような物質の物質量を表す単位で、その物質の組成式1 molを含む物質が1グラム式量である。例えば塩化ナトリウム58.44 gは1グラム式量になる。
グラム当量 (gram equivalent)
中和反応や酸化還元反応に関与する物質の物質量を表す単位で、水素イオンあるいは電子 1 mol を放出あるいは受容する物質量が 1 グラム当量である。例えば硫酸 98.08 g は 2 mol の水素イオンを放出するから 2 グラム当量である。1 グラム当量の物質を含む 1 L の溶液の濃度が 1 規定である。